# IC 1293
IC 1293 — галактика типу *Grp (велика група зірок) у сузір'ї Дракон.
Цей об'єкт міститься в оригінальній редакції індексного каталогу.